# Peter Bodak
Peter Bodak (født 12. august 1961 i Birmingham) er en engelsk tidligere fodboldspiller, der spillede som kant. Han spillede i sin aktive karriere for klubberne Coventry City F.C., Manchester City, Manchester United, Seiko (Hong Kong), Royal Antwerp, Happy Valley AA (Hong Kong), Walsall FC, Crewe Alexandra og Swansea City F.C..